# ایسی (شهر)

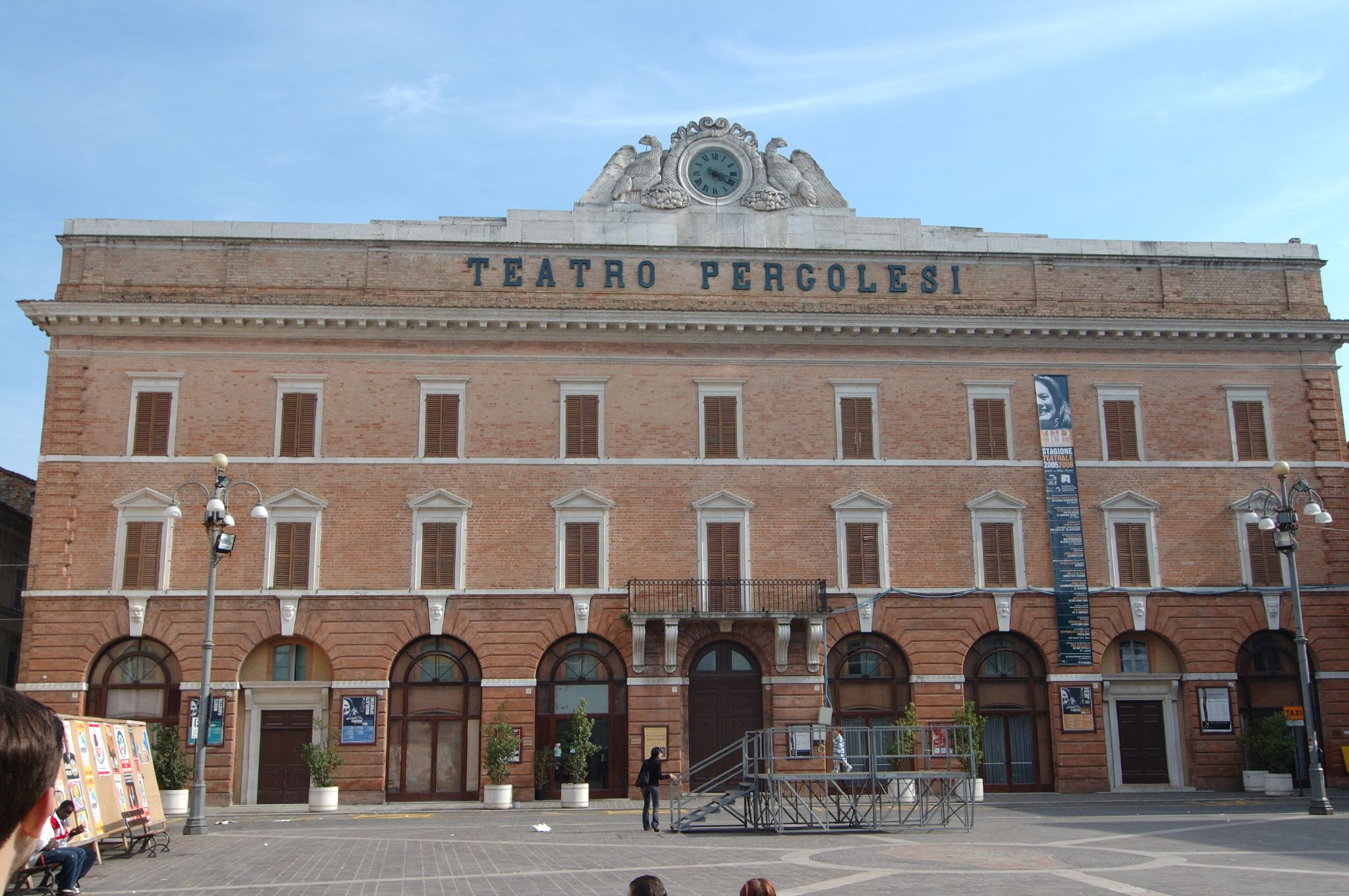
Teatro Pergolesi.

ایسی (به ایتالیایی: Iesi) شهری در استان آنکونا در مارکه ایتالیا است.